# 新井純平 (1994年生のサッカー選手)
新井 純平（あらい じゅんぺい、1994年11月12日 - ）は、埼玉県熊谷市出身の元プロサッカー選手。現役時代のポジションはディフェンダー。浦和レッズユースから早稲田大学を経て横浜FCへ加入。その後、FC琉球に移籍し、2020年からは東京都一部CERVEZA FC 東京でプレー。

## 来歴
浦和レッズの下部組織出身。2011年と2012年は、トップチームに2種登録選手として登録された。
各年代の日本代表でプレーし、2011年、U-17日本代表に選出され、2011 FIFA U-17ワールドカップに出場。チームのベスト8入りに貢献した。
2013年より早稲田大学へ進学。
2017年より横浜FCに入団した。2018年12月6日、横浜FCは契約期間の満了を発表。
2019年、FC琉球に完全移籍で加入したが、同年限りで現役を引退した。

## 所属クラブ
- 江南南サッカー少年団（熊谷市立大麻生小学校）[1]
- 浦和レッズジュニアユース（熊谷市立大麻生中学校）[1]
- 浦和レッズユース（埼玉県立大宮南高等学校）[1]
  - 2011年 - 2012年 浦和レッズ（2種登録選手）
- 2013年 - 2016年 早稲田大学[1]
- 2017年 - 2018年 横浜FC
- 2019年 FC琉球
- 2020年- CERVEZA FC 東京

## 個人成績
| 国内大会個人成績 | 国内大会個人成績 | 国内大会個人成績 | 国内大会個人成績 | 国内大会個人成績 | 国内大会個人成績 | 国内大会個人成績 | 国内大会個人成績 | 国内大会個人成績 | 国内大会個人成績 | 国内大会個人成績 | 国内大会個人成績 |
| 年度             | クラブ           | 背番号           | リーグ           | リーグ戦         | リーグ戦         | リーグ杯         | リーグ杯         | オープン杯       | オープン杯       | 期間通算         | 期間通算         |
| 年度             | クラブ           | 背番号           | リーグ           | 出場             | 得点             | 出場             | 得点             | 出場             | 得点             | 出場             | 得点             |
| 日本             | 日本             | 日本             | 日本             | リーグ戦         | リーグ戦         | リーグ杯         | リーグ杯         | 天皇杯           | 天皇杯           | 期間通算         | 期間通算         |
| ---------------- | ---------------- | ---------------- | ---------------- | ---------------- | ---------------- | ---------------- | ---------------- | ---------------- | ---------------- | ---------------- | ---------------- |
| 2016             | 早大             | 2                | -                | -                | -                | -                | -                | 1                | 0                | 1                | 0                |
| 2017             | 横浜FC           | 16               | J2               | 16               | 1                | -                | -                | 1                | 0                | 17               | 1                |
| 2018             | 横浜FC           | 16               | J2               | 4                | 0                | -                | -                | 2                | 0                | 6                | 0                |
| 2019             | 琉球             | 16               | J2               | 1                | 0                | -                | -                | 1                | 0                | 2                | 0                |
| 通算             | 日本             | 日本             | J2               | 21               | 1                | -                | -                | 4                | 0                | 25               | 1                |
| 通算             | 日本             | 日本             | 他               | -                | -                | -                | -                | 1                | 0                | 1                | 0                |
| 総通算           | 総通算           | 総通算           | 総通算           | 21               | 1                | -                | -                | 5                | 0                | 26               | 1                |

※2011年、2012年（浦和・2種登録）は出場なし

## 代表歴
- 2009年 U-15日本代表
  - AFC U-16選手権2010 (予選)
- 2010年 U-16日本代表
  - AFC U-16選手権2010
- 2011年 U-17日本代表
  - 2011 FIFA U-17ワールドカップ
- 2012年 U-18日本代表
- 2014年 全日本大学選抜、関東大学選抜
- 2015年 関東大学選抜
- 2016年 関東大学選抜